# Шульц, Сергей Сергеевич (геолог, 1934)
Сергей Сергеевич Шульц — младший (30 июля 1934, Таганрог — 18 октября 2004, Санкт-Петербург) — российский поэт, прозаик, публицист, историк, геолог. Доктор геолого-минералогических наук, профессор. Член Союза писателей России, член Русского генеалогического общества, Русского географического общества и Всероссийского геральдического общества. Лауреат Всероссийской литературной премии имени Михаила Юрьевича Лермонтова (2005).

## Биография
Родился 30 июля 1934 года в городе Таганроге в семье геологов. Его отец доктор наук Сергей Шульц, а мать Ольга Иосифовна Некрасова.
В 1951 Шульц-младший завершил обучение в школе с золотой медалью и стал студентом исторического и восточного факультетов Ленинградского государственного университета. В 1954 году перешел учиться на геологический факультет, который окончил с отличием и получил специальность «геолог съемщик-поисковик». Трудиться начал во Всесоюзном (позднее ― Всероссийском) геологическом институте, став позднее ведущим научным сотрудником. Участник многих геологических экспедиций в Среднюю Азию, на Кавказ, на Урал, в Восточную Сибирь, на Кольский полуостров. Являлся специалистом по общей и региональной геотектонике, сравнительной планетологии, металлогении, геодинамике. Он автор новой классификации химических элементов. Установил генетическую связь между Тянь-Шанем и горными массивами Урала. Его именем назван вид меловых черепах Kizilkumemus Schultzi Ness.
Является автором около 170 научных работ по геологии, в том числе 15 монографий.
С 1964 работал преподавателем в Ленинградском государственном университете на геологическом и географическом факультетах. Шульц-младший читал курсы лекций по гуманитарным дисциплинам для студентов и преподавателей филологического и исторического факультетов. В 1980-90-х также преподавал в ЛГПИ и в школе «Земля и Вселенная». В 1995 защитил диссертацию на соискание степени доктора наук. С 1996 по 2004 годы ― профессор кафедры истории геологии геологического факультета Санкт-Петербургского государственного университета.
Являлся членом Союза писателей России, а также членом Русского генеалогического общества, членом Русского географического общества и членом Всероссийского геральдического общества. Один из создателей Санкт-Петербургского отделения Академии наук российских немцев. Активный участник создания словника энциклопедии «Немцы России».
Ещё в школе увлекался поэзией, писал стихи. В студенческие годы вместе с Д. Бобышевым, И. Бродским, Е. Рейном был участником кружка поэтов, сочинял стихи, а также сценарии к кинофильмам. У себя дома организовывал литературные чтения. Был близким другом Бродского, вместе попадал под разработки сотрудников КГБ. В 1965 году Бродскому отправил подборку поэтических сочинений в Архангельскую область к месту ссылки. В 1961—1964 годах составил три машинописных сборника стихов, которые распространялись в самиздате. С 1990-х стихи Шульца публиковались в журналах и сборниках. Автор семи историко-краеведческих книг, около 100 статей и эссе на исторические темы. Является автором фундаментального исследования «Храмы Петербурга: История и современность», где развёрнуто представил историю православных, лютеранских, реформатских и католических церквей Северной столицы, а также издал книги по истории города: «Дом Искусств» и «Бродячая собака».
Проживал в городе Санкт-Петербург. Умер 18 октября 2004 года, похоронен на Смоленском кладбище.

## Премии и награды
- 2005 — лауреат Всероссийской литературной премии имени Михаила Юрьевича Лермонтова (за книгу «Невская перспектива. От Адмиралтейства до Мойки»),